# Peter Rietschel
 (mars 2018).
Si vous disposez d'ouvrages ou d'articles de référence ou si vous connaissez des sites web de qualité traitant du thème abordé ici, merci de compléter l'article en donnant les références utiles à sa vérifiabilité et en les liant à la section « Notes et références ».
Pour les articles homonymes, voir Rietschel.
Peter Rietschel, né le 30 novembre 1903 à Tübingen et mort le 30 décembre 1984 à Francfort-sur-le-Main, est un zoologiste allemand.